# Athyrium uniforme
Athyrium uniforme är en majbräkenväxtart som beskrevs av Ren-Chang Ching. Athyrium uniforme ingår i släktet Athyrium och familjen Athyriaceae. Inga underarter finns listade.